# Đồ họa trò chơi điện tử

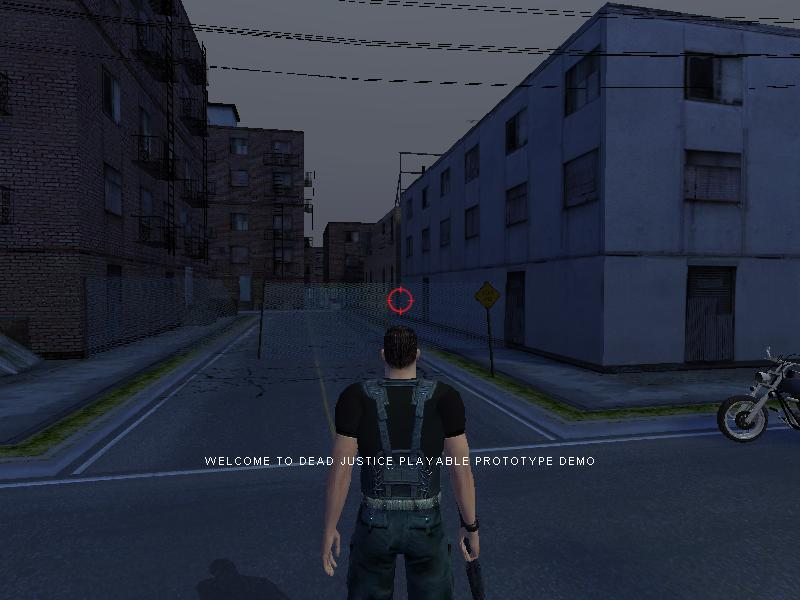
Đồ họa trò chơi góc nhìn thứ ba

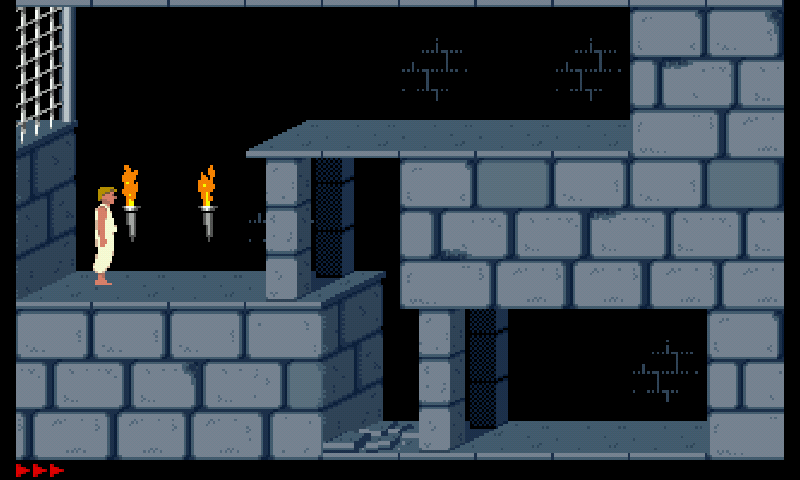
Đồ họa trò chơi Prince of Persia 1989

Đồ họa trò chơi điện tử (Video game graphics) hay còn gọi gọn là đồ họa game là đồ họa máy tính được thiết kế trong trò chơi điện tử (Video game). Nhiều kỹ thuật đồ họa máy tính khác nhau đã được sử dụng để hiển thị nội dung trò chơi điện tử trong suốt lịch sử trò chơi điện tử. Sự chiếm ưu thế của từng kỹ thuật đã phát triển theo thời gian, chủ yếu là do những tiến bộ và hạn chế của yếu tố phần cứng đồ họa như sức mạnh xử lý của bộ xử lý trung tâm hoặc bộ xử lý đồ họa. Nội dung bạo lực và đồ họa bạo lực là một phần cốt lõi của cuộc tranh cãi về trò chơi điện tử, vì bạo lực trong trò chơi điện tử là tương tác chứ không phải thụ động, nên các nhà phê bình như Dave Grossman và Jack Thompson cho rằng bạo lực trong trò chơi khiến trẻ em trở nên lờn mặt với các hành vi phi đạo đức, gọi trò chơi bắn súng góc nhìn thứ nhất là "trình mô phỏng giết người", mặc dù không có bằng chứng kết luận nào ủng hộ niềm tin này. Một ví dụ là việc hiển thị "gibs" (viết tắt của giblets) những mảnh nhỏ vương vãi tung tóe hoặc những khối lớn của cơ quan nội tạng, thịt và xương be bét máu khi một nhân vật bị giết. Nhiều kỹ thuật đồ họa game đã tinh xảo đến mức có thể khắc họa chi tiết sinh động các nội dung khiêu dâm trong trò chơi điện tử với nhiều hình thức thể hiện, chẵng hạn như hiệu ứng nảy vú (Breast physics) gợi đòn của các nữ nhân vật trong game.

## Sự phát triển

### Ban đầu
Một số trò chơi điện tử thế hệ đầu tiên là trò chơi văn bản (text games) hoặc trò chơi dựa trên văn bản sử dụng ký tự văn bản thay vì bitmap hoặc đồ họa vector. Ví dụ bao gồm trò chơi thể loại ngục tối nhiều người chơi (MUD), nơi người chơi có thể đọc hoặc xem mô tả về các phòng, đồ vật, người chơi khác và hành động thực hiện trong thế giới ảo, và roguelike, một thể loại phụ của trò chơi điện tử nhập vai có nhiều quái vật, vật phẩm và hiệu ứng môi trường, cũng như nhấn mạnh vào yếu tố ngẫu nhiên hóa, khả năng chơi lại và cái chết vĩnh viễn. Một số trò chơi văn bản đầu tiên được phát triển cho các hệ thống máy tính không có màn hình hiển thị video nào cả. Trò chơi văn bản thường dễ viết hơn và đòi hỏi ít năng lượng xử lý hơn trò chơi đồ họa, và do đó phổ biến hơn từ năm 1970 đến năm 1990. Tuy nhiên, trình giả lập thiết bị đầu cuối vẫn được sử dụng cho đến ngày nay và mọi người vẫn tiếp tục chơi MUD và khám phá tiểu thuyết tương tác. Nhiều lập trình viên mới bắt đầu vẫn tạo ra những loại trò chơi này để làm quen với ngôn ngữ lập trình, và các cuộc thi vẫn được tổ chức cho đến ngày nay để xem ai có thể hoàn thành việc lập trình một trò chơi roguelike trong thời gian ngắn, chẳng hạn như bảy ngày.

### Vector
Kỹ thuật ban đầu là đồ họa vector đề cập đến việc sử dụng các hình học nguyên thủy như điểm không gian, các đường (lines) và đường cong (tức là các hình dạng dựa trên các phương trình toán học) thay vì đồ họa bitmap phụ thuộc vào độ phân giải để biểu diễn hình ảnh trong đồ họa máy tính. Trong trò chơi điện tử, loại phép chiếu này khá hiếm, nhưng đã trở nên phổ biến hơn trong những năm gần đây trong trò chơi dựa trên trình duyệt với sự ra đời của Adobe Flash và HTML5 Canvas vì chúng hỗ trợ đồ họa vector gốc. Một ví dụ trước đó cho máy tính cá nhân là Starglider (1986). Trò chơi vector cũng có thể đề cập đến một trò chơi điện tử sử dụng màn hình đồ họa vector có khả năng chiếu hình ảnh bằng chùm tia electron để vẽ hình ảnh thay vì bằng pixel, rất giống với màn hình chiếu sáng laser. Nhiều trò chơi điện tử đầu tiên sử dụng màn hình như vậy vì chúng có khả năng hiển thị hình ảnh chi tiết hơn màn hình đồ họa raster trên phần cứng có sẵn tại thời điểm đó. Nhiều trò chơi điện tử dựa trên vector sử dụng lớp phủ đầy đủ màu sắc để bổ sung cho hình ảnh vector đơn sắc. Những công dụng khác của các lớp phủ này là các bản vẽ rất chi tiết về môi trường chơi game tĩnh, trong khi các vật thể chuyển động được vẽ bằng chùm tia vector. Các trò chơi thuộc loại này chủ yếu được sản xuất bởi Atari, Cinematronics và Sega. Ví dụ về trò chơi vector bao gồm Asteroids, Armor Attack, Aztarac, Eliminator, Lunar Lander, Space Fury, Space Wars, Star Trek, Tac/Scan, Tempest và Zektor. Vectrex máy chơi trò chơi tại nhà cũng sử dụng màn hình vector. Sau năm 1985, việc sử dụng đồ họa vector đã giảm đáng kể do những cải tiến trong công nghệ sprite; Đồ họa đa giác 3D dạng raster đã quay trở lại các trò chơi điện tử và trở nên phổ biến đến mức đồ họa vector không còn có thể cạnh tranh được nữa.

### Cải tiến

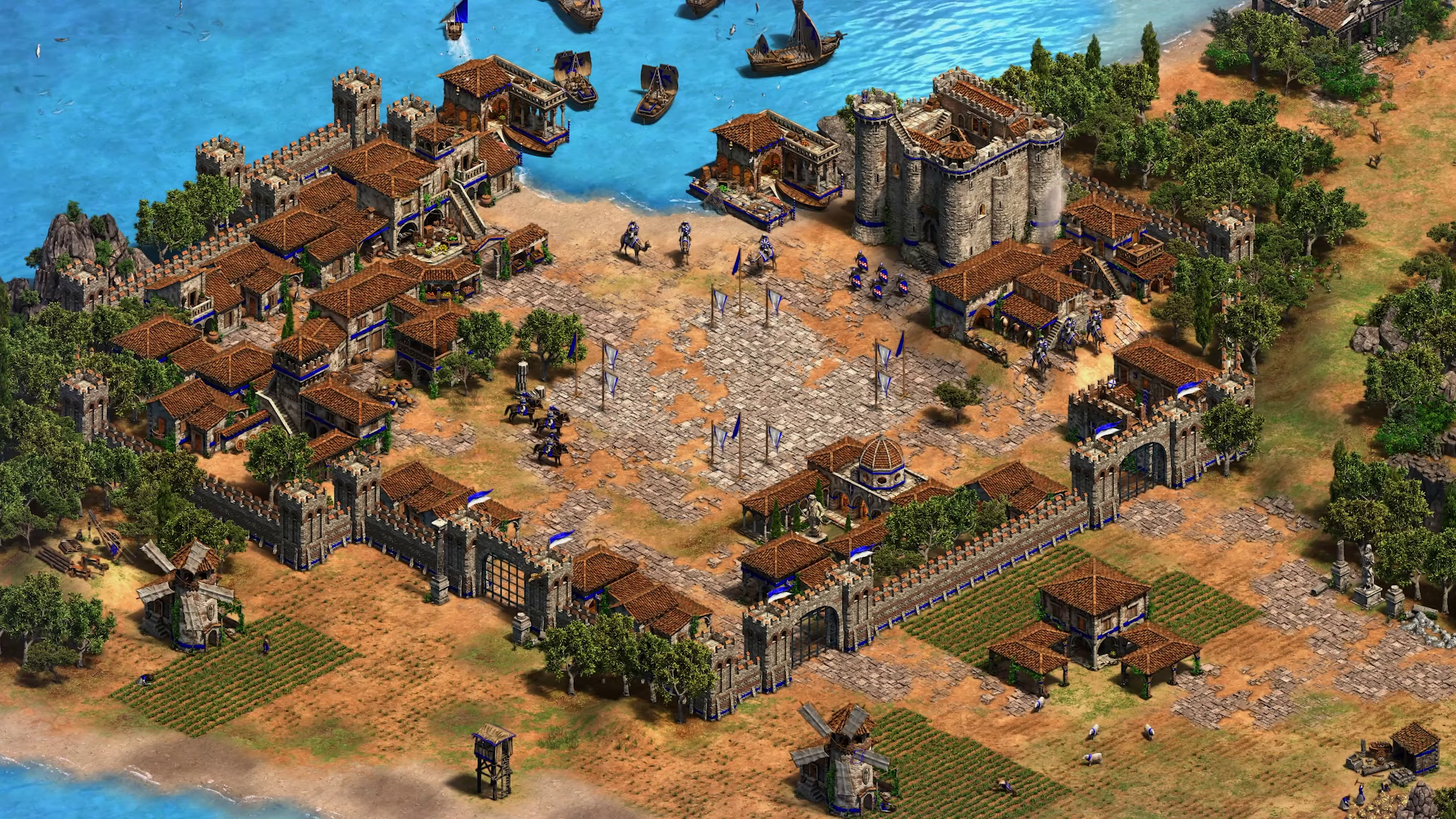
Đồ họa trò chơi Đế chế (AoE) trên PC

Trò chơi Video chuyển động đầy đủ (FMV) là trò chơi điện tử dựa trên các bản ghi chất lượng truyền hình hoặc phim được ghi lại trước và hoạt hình thay vì sprite, đồ họa vector hoặc mô hình 3D để hiển thị hành động trong trò chơi. Các trò chơi dựa trên FMV rất phổ biến vào đầu những năm 1990 khi CD-ROM và Laserdisc xuất hiện trong phòng khách, cung cấp một giải pháp thay thế cho hộp ROM dung lượng thấp của hầu hết các máy chơi trò chơi điện tử vào thời điểm đó. Mặc dù các trò chơi dựa trên FMV trông đẹp hơn nhiều trò chơi dựa trên sprite đương thời, nhưng chúng chiếm một thị trường ngách, và phần lớn các trò chơi FMV đã bị chê bai vào thời điểm phát hành, với nhiều game thủ nêu lý do họ không thích sự thiếu tương tác vốn có trong các trò chơi này. Kết quả là, định dạng này đã trở thành thất bại nổi tiếng trong trò chơi điện tử, và mức độ phổ biến của trò chơi FMV đã giảm đáng kể sau năm 1995 khi các máy chơi game tiên tiến hơn bắt đầu trở nên phổ biến rộng rãi. 
Một số loại trò chơi khác nhau đã sử dụng định dạng này. Một số giống với Trò chơi điện tử âm nhạc/khiêu vũ hiện đại, trong đó người chơi nhấn các nút theo hướng dẫn trên màn hình. Những trò chơi khác bao gồm các trò chơi bắn súng đường ray ban đầu như Tomcat Alley, Surgical Strike và Sewer Shark. Video chuyển động đầy đủ cũng được sử dụng trong một số phim tương tác trò chơi phiêu lưu, chẳng hạn như The Beast Within: A Gabriel Knight Mystery và Phantasmagoria. Các trò chơi sử dụng phép chiếu song song thường sử dụng đồ họa bitmap hai chiều thay vì hình học dựa trên lưới đa giác được kết xuất 3D, cho phép các nhà phát triển tạo ra các thế giới trò chơi lớn, phức tạp một cách hiệu quả và với tương đối ít tài sản nghệ thuật bằng cách chia nghệ thuật thành các họa tiết hoặc trò chơi video dựa trên những hình ô và sử dụng lại chúng nhiều lần (mặc dù một số trò chơi sử dụng kết hợp các kỹ thuật khác nhau). Trò chơi cuộn ngang là trò chơi điện tử trong đó góc nhìn được lấy từ bên cạnh và các nhân vật trên màn hình thường chỉ có thể di chuyển sang trái hoặc phải. Các trò chơi thuộc loại này sử dụng công nghệ hiển thị máy tính cuộn và đôi khi là cuộn thị sai để gợi ý thêm chiều sâu. 
Trong nhiều trò chơi, màn hình sẽ theo nhân vật người chơi sao cho nhân vật người chơi luôn ở gần tâm màn hình. Trong các trò chơi khác, vị trí của màn hình sẽ thay đổi theo chuyển động của nhân vật người chơi, sao cho nhân vật người chơi lệch tâm và có nhiều không gian hiển thị ở phía trước nhân vật hơn là phía sau. Đôi khi, màn hình sẽ không chỉ cuộn về phía trước theo tốc độ và hướng di chuyển của nhân vật người chơi mà còn cuộn ngược về các phần đã xem trước đó của màn chơi. Trong các trò chơi hoặc màn chơi khác, màn hình sẽ chỉ cuộn về phía trước chứ không cuộn ngược lại, do đó, khi đã vượt qua một màn chơi, bạn sẽ không thể xem màn chơi đó nữa. Trong các trò chơi như shoot 'em ups như R-type, màn hình tự động cuộn về phía trước với tốc độ ổn định và người chơi phải theo kịp màn hình, cố gắng tránh chướng ngại vật và thu thập các vật phẩm trước khi chúng vượt khỏi màn hình. Ví dụ về các trò chơi cuộn ngang bao gồm trò chơi nền tảng như Sonic the Hedgehog và Ori and the Blind Forest, trò chơi đánh nhau phổ biến như Double Dragon và Battletoads và trò chơi bắn súng như R-Type và (gần đây hơn) là Jets'n'Guns. Loạt phim Super Mario Bros đã sử dụng cả ba loại cuộn ngang vào một thời điểm nào đó. 

### Đồ họa 3D

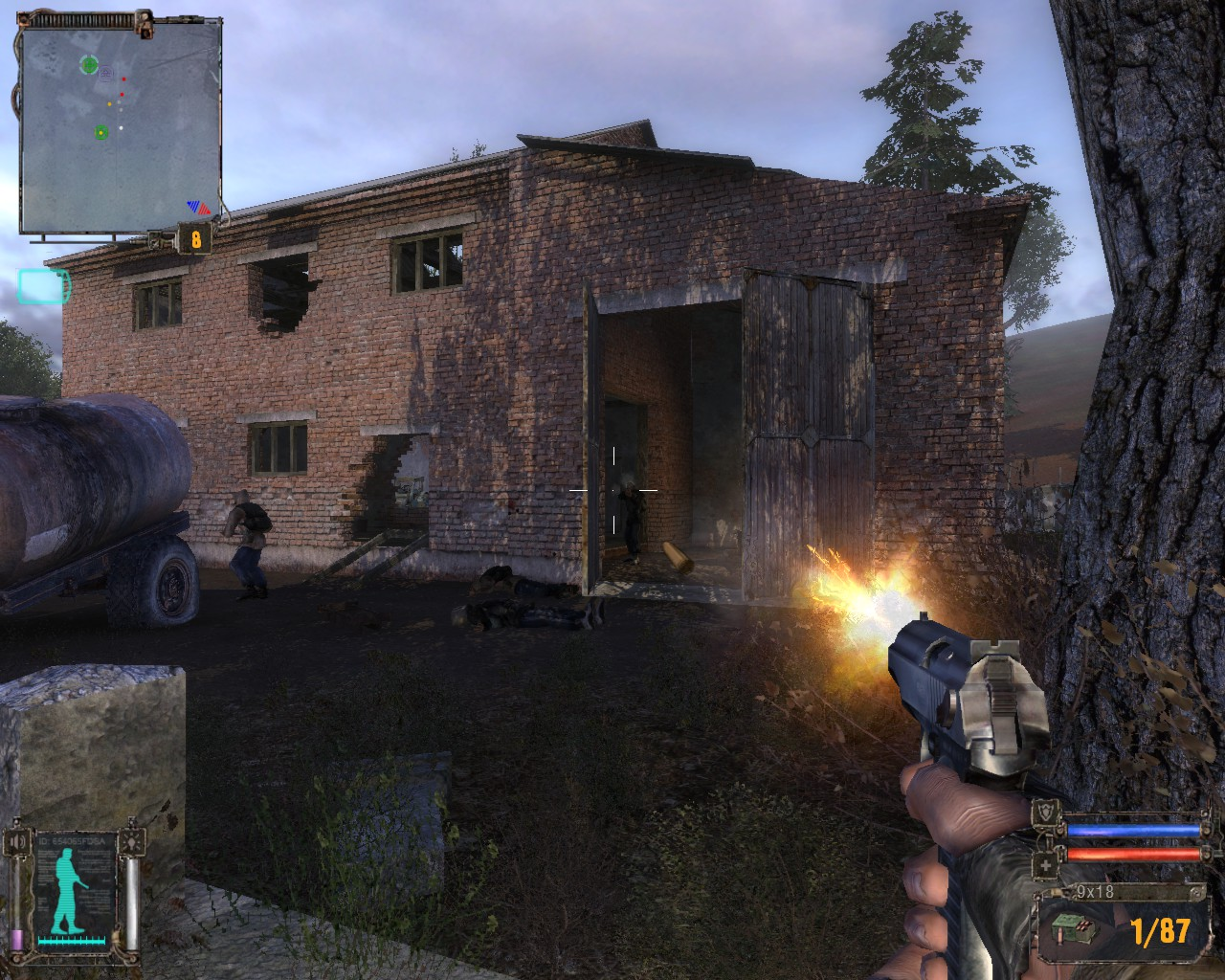
Đồ họa trò chơi điện tử dạng 3D

Với sự ra đời của Đồ họa tăng tốc 3D, trò chơi điện tử có thể mở rộng ra ngoài đồ họa 2D dựa trên sprite thông thường của các công nghệ đồ họa cũ để mô tả góc nhìn thường đúng với thực tế và sống động hơn so với các phiên bản trước. Federica Romagnoli đã tuyên bố rằng theo ý kiến của bà, đồ họa trò chơi 3D kinh phí cao "hiển thị...mức độ nghệ thuật một lần nữa thường thấy trong phim ảnh" vì khả năng tạo ra các nhân vật điện ảnh và hoạt hình máy tính (CG) phức tạp và tối ưu hóa máy chơi trò chơi điện tử và máy tính cá nhân (PC) để có thể xử lý nội dung như vậy. Phép chiếu phối cảnh cũng đã được sử dụng trong một số tựa game trước đó để trình bày chế độ xem 3D từ góc nhìn cố định (và do đó ít tốn phần cứng hơn) với khả năng di chuyển hạn chế.